# Johannes Wilde

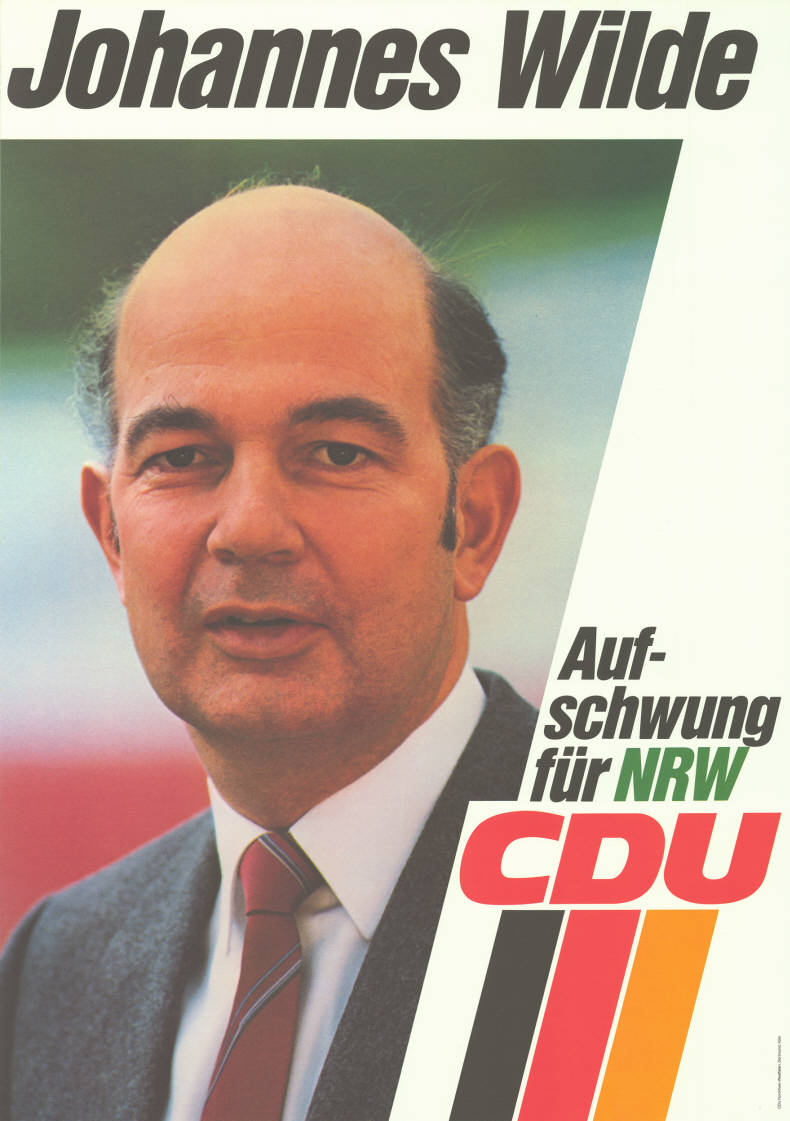
Kandidatenplakat zur Landtagswahl in Nordrhein-Westfalen 1985

Johannes Wilde (* 12. Mai 1936 in Geldern; † 30. Juni 2021) war ein deutscher Politiker und Landtagsabgeordneter (CDU).

## Leben und Beruf
Nach dem Besuch der Volksschule und des Gymnasiums mit dem Abschluss Abitur absolvierte er eine landwirtschaftliche Lehre. Anschließend studierte er Landwirtschaft sowie Rechts- und Staatswissenschaften in Bonn, Kiel und Köln mit dem Abschluss Diplomlandwirt.  1966 legte er die Staatsprüfung für den höheren landwirtschaftlichen und ernährungswissenschaftlichen Dienst ab. Er war dann bei der Landwirtschaftskammer Rheinland und als Ministerialrat im Bundesministerium für Ernährung, Landwirtschaft und Forsten in Bonn tätig.
Johannes Wilde war verheiratet mit Waltraut Wilde (geb. Mehlem), hatte zwei Söhne und eine Tochter. Er lebte in Impekoven (Alfter), war römisch-katholisch und ehrenamtlich führend in der Katholischen Landvolkbewegung im Erzbistum Köln und auf der Ebene des Landes Nordrhein-Westfalen tätig. Als Mitglied der katholischen Studentenverbindung KStV Arminia Bonn war er bis zum Frühjahr 2010 zwanzig Jahre lang Philistersenior dieses Gründungsvereins des KV.
1987 wurde er von Kardinal-Großmeister Giuseppe Kardinal Caprio zum Ritter des Päpstlichen Ritterordens vom Heiligen Grab zu Jerusalem ernannt und am 23. Mai 1987 im Dom St. Peter zu Osnabrück durch Franz Kardinal Hengsbach, den Erzbischof von Essen und Großprior des Ritterordens vom Heiligen Grab zu Jerusalem, in die Deutsche Statthalterei investiert. Er war zudem Mitglied des Deutschen Vereins vom Heiligen Lande. Zuletzt war er Offizier des Päpstlichen Laienordens.

## Abgeordneter
Vom 11. Dezember 1972 bis zum 30. Mai 1990 war Wilde Mitglied des Landtags des Landes Nordrhein-Westfalen. Er rückte in der siebten Wahlperiode am 11. Dezember 1972 über die Reserveliste seiner Partei in den Landtag ein. Danach wurde er jeweils in den Wahlkreisen 023 Rhein-Sieg-Kreis I bzw. 029 Rhein-Sieg-Kreis III direkt gewählt. Dem Rat der Gemeinde Alfter gehörte er von 1979 bis 1984 an. 

## Ehrungen und Auszeichnungen
- 1980: Verdienstkreuz am Bande der Bundesrepublik Deutschland
- 1986: Verdienstkreuz 1. Klasse der Bundesrepublik Deutschland